# ミディール
ミディール（Midir）は、ケルト神話のトゥアハ・デ・ダナーン（ダーナ神族）の名。地下の神。
父はダグザ。育ての親はマナナン・マクリル。妻はファームナッハ。養子はオェングス。

## 概要
ミディールはマン島に美しい王宮を持っていた。そこには3頭の不思議な牛と大きな釜があった。それらのお陰で多くの食糧を得られていた。彼の王宮に3羽の鶴がおり、これらに近づく者が居れば、それぞれ「来るな」「去れ」「通り過ぎよ」と鳴いたという。
ミディールは新しい妻に、国中で一番美しい女性をと考え、養子のオェングスに相談した。彼はエーディンという女性が一番美しいと答えると、エーディンの父アイルに結婚を申し込みに行った。アイルは、12の平原、12の川、そしてエーディンの体重と同じ重さの金と銀を要求したため、オェングスはダグザの力も借りて要求通りの品物を揃えた。こうしてミディールはエーディンと結婚した。
ところが、妻ファームナッハが美貌のエーディンに嫉妬をし、エーディンを魔法で水たまりに変えてしまった。水たまりにされたエーディンは、やがて蝶へと変わった。ミディールはエーディンが消えたことを心配したが、やがて自分についてくる紫色の蝶をエーディンだと見抜いた。再びファームナッハは魔法の杖を使ってエーディンの蝶を王宮から追い払った。7年もの間荒野をさまよった蝶は、オェングスの宮殿にたどり着いた。オェングスの植えた花畑に保護されたエーディンは夜の間だけ元の姿に返った。するとファームナッハは嵐を起こしてエーディンをアルスターのエタア王のところまで吹き飛ばした。エーディンはエタアの妻の胎内に入り、エタアの娘エーディンに生まれ変わった。すでに1012年が経過していて、彼女は自分がトゥアハ・デ・ダナーンの一員だったことも忘れてしまった。
アイルランドの王エオホズ・アイレヴが、国中で一番美しい娘を王妃にしようとしたところ、選ばれたのが美貌のエーディンであった。王妃になったエーディンの元に再びミディールが現れたものの、エーディンには彼の記憶も彼への想いもすでになかった。ミディールはあきらめず、二人が暮らしたティル・ナ・ノーグ（常若の国）での思い出を語った。エーディンは、王が許すならミディールと一緒に行っていいと答えた。
ミディールはエオホズ王にフィドヘルの勝負を申し込み、負けたら相手の願いを何でもかなえると条件をつけた。最初はミディールはわざと負け、王の要求を魔法の力で次々にかなえた。ところが、最後にミディールはフィドヘルに勝ち、エーディンを連れ戻すことを要求した。エオホズ王は1ヶ月の猶予をつけさせると、1ヶ月後には、ミディールを王宮に入れまいと軍勢で囲んでしまった。しかしミディールは難なく王宮の広間に入り込み、エーディンを連れ去り、2羽の白鳥になって自分の王宮に飛んでいった。
エオホズ王はエーディンを取り戻そうとして、島にある妖精の丘を片端から破壊していった。ミディールが魔法の力で丘を直していっても間に合わず、最後の丘だけが残った。やむを得ずミディールはエーディンを帰すと申し出て、エーディンそっくりに変身させた50人の侍女の中にエーディンを紛れ込ませ、「本物のエーディンを選べたら」と言った。ところがエーディンは、「私が本当のエーディンです」と自らエオホズ王に名乗った。妖精の王より人間の王を選んだのである。ミディールの元を去ったエーディンは、エオホズ王との間に娘エーディンを得たという。